# Waar is Ken?
Waar is Ken? is een Belgische popband uit Izegem, die in 2014 een eerste radiohitje scoorde met  Wimperzoen.
Het Nederlandstalige nummer Woordenstroom werd in 2015 opgepikt door de Amerikaanse radiozender KCRW nadat een dj op reis was in België en het nummer ontdekte via Shazam. De aandacht in Amerika leidde op zijn beurt tot extra aandacht in de Vlaamse media.
Eind 2016 trok de groep naar de Verenigde Staten om er als Nederlandstalige band enkele optredens te verzorgen voor een Engelstalig publiek.
Het debuutalbum Dwaaltuin werd uitgebracht in 2015. In 2017 verscheen het tweede album Rafelrand.
In februari 2021 werd zangeres Marlies Dorme gedwongen om te stoppen na een operatie aan haar stembanden. In maart 2021 bracht de groep de single Tuimelkruid uit met Marlene T'Jonck als nieuwe zangeres.

## Discografie
- Dwaaltuin (2015)[4]
- Rafelrand (2017)